# Over a Cracked Bowl
Over a Cracked Bowl è un cortometraggio muto del 1912 diretto da Thomas Ricketts (Tom Ricketts).

## Trama
Scoppia il dramma tra due sposini alle prese con il loro primo litigio.

## Produzione
Il film fu prodotto dalla Nestor Film Company.

## Distribuzione
Distribuito dalla Motion Picture Distributors and Sales Company, il film - un cortometraggio di una bobina - uscì nelle sale cinematografiche USA il 23 marzo 1912. Nelle proiezioni, veniva programmato con il sistema dello split reel, accorpato in un'unica bobina con un altro cortometraggio prodotto dalla Nestor, il documentario Santa Fe.